# Maximin
 For alternative betydninger, se Maximin (flertydig). (Se også artikler, som begynder med Maximin)
Sankt Maximin er en historisk biskop af Trier, en modstander af Arianismen ved kejser Konstantin 2. og Konstans' hof. Han gav Athanasius husly da denne var i eksil. Da fire arianske biskopper kom fra Antiokia til Trier i 342 for at vinde kejser Konstans over på deres side nægtede Maximin at modtage dem, hvilket bevirkede at kejseren afslog deres forslag.
Middelalderlige legender blandede ham sammen med en Maximinus, tilføjede ham til de halvfjerds apostle, som ledsagede Maria Magdalene og et selskab til Aix-en-Provence, mirakuløst hjulpet på vej i en skrøbelig båd uden sideror eller mast. Legenden fra det 13. århundrede kan læses i Jacobus de Voragines Legenda Aurea. Middelalderlig kildebog

## Eksterne links
- Katolsk Encyclopædi Sankt Maximinus